# Lazy Jones
Lazyjones is een computerspel dat werd ontwikkeld door David Whittaker en uitgegeven door Terminal Software. Het spel kwam in 1984 uit voor de Commodore 64 en de ZX Spectrum. De spectrumversie werd gemaakt door Simon Cobb. Een jaar later volgde een release voor de MSX-computer. Het spel is eigenlijk een collectie van vijftien minigames.
Het spel gaat over een luie hotelmedewerker, die wordt gespeeld door de speler. Hij wil zo min mogelijk werk verzetten. Hij kan tijd verkwanselen aan arcadespellen die in verschillende kamers staan opgesteld. Hij moet oppassen voor de hotelmanager, de geest van de vorige manager en een griezelig schoonmaakkarretje. Hij kan zich verstoppen in de voorraadkast of verstoppen op de wc. Als alle kamers van het spel bezocht zijn, start het spel opnieuw, maar dan verloopt het sneller.

## Platforms
| Jaar | Platform                  |
| ---- | ------------------------- |
| 1984 | Commodore 64, ZX Spectrum |
| 1985 | MSX                       |

## Trivia
- De titelmuziek van het spel is gesampled door Zombie Nation in het nummer Kernkraft 400. De Zweedse dj Avicii maakte ook een remix van een liedje uit het spel, getiteld Lazy Lace.